# À cause de l'automne
 (novembre 2014).
Albums de Alizée
Une Enfant Du Siècle
(2010) Blonde
(2014)
Singles de Alizée
Les Collines (Never Leave You)
(2010) Je veux bien
(2013)
Pistes de 5
10 ans
À cause de l'automne est le premier single du cinquième album studio d'Alizée. Le single a été mis en écoute en avant-première le 28 juin 2012 sur le site officiel d'Alizée.
Le single est sorti en téléchargement le 4 juillet 2012.

## Vidéo
Un premier clip est tourné le 15 juillet 2012 en Corse, sous la direction de Laurent Darmon. Le 18 septembre, le clip fuite sur VidZone PS3, avant que Jive Epic n'annonce sur Twitter que la vidéo n'est pas le « clip officiel » de À cause de l'automne.
À la mi-octobre, Sony annonce que le clip sera tourné début novembre, et c'est finalement le 30 octobre 2012 que le tournage a lieu à Paris, sous la direction de Arnaud Delord et produit par Léo Hinstin. Le 4 décembre, deux teasers du clip sont dévoilés. Le clip est mis en ligne à partir du 5 décembre sur divers réseaux.

## Composition
La chanson originale, intitulée Never Again a été écrite par Peter Russell, un auteur-compositeur britannique basé à Liverpool. Elle a été publiée originellement par DWB Music, puis acceptée par Sony Music Entertainment pour Alizée. Cependant, si la musique originale a été conservée, de nouvelles paroles ont été écrites par Thomas Boulard, le chanteur-guitariste du groupe Luke.

## Charts
| Chart (2012)                                | Peak Position |
| ------------------------------------------- | ------------- |
| French Singles Chart                        | 131           |
| French International Download Singles Chart | 1             |
| Russian Singles Chart                       | 43            |